# Râul Mare, Cibin
Râul Mare este unul din cele două brațe care formează râul Cibin. Se formează la confluența a două brațe: Iezerul Mare și Iezerul Mic